# Carrer Major (Alginet)
El Carrer Major és un carrer d'Alginet (València). Diversos edificis d'aquest carrer estan inclosos de manera individual en el pla general d'ordenació urbana com edificis d'interés o d'especial protecció. El número 48 és un edifici protegit amb el codi 46.20.031-010 com a Bé de Rellevància Local.
El Carrer Major era un camí que ha hagut d'afrontar grans canvis produïts al territori que l'envolta: la concentració parcel·laria, els canvis de l'explotació de la terra, l'existència de vehicles, etc. Tot això i més han fet que molts camins com és el cas d'aquest queden tan alterats que és impossible resseguir-los en el seu traçat històric o antic. El carrer Major es pot descriure com un carrer llarg, ample, bidireccional, vorejat de cases i establiments comercials. Comença a l'entrada del poble i arriba fins a la Plaça de la Constitució. En aquest es troba l'església parroquial, l'ajuntament, el campanar, l'ermita de Sant Josep entre d'altres.

## Habitatge al Carrer Major, 9
Antiga casa tradicional amb una façana amb quatre eixos verticals, amb major jerarquia en la planta principal pel mida dels balcons i buits que es rematen amb arcs escarsers i re assetjats perimetrals motlurats solament en les plantes altes. Balcons i baranes de ferro. Alguns elements ornamentals són de dates posteriors. Està protegida per la seua façana de caràcter històric o artístic. El seu estat de conservació és regular. Aquesta casa va ser construïda a finals del segle xix i principis del xx.

## Habitatge al Carrer Major, 17
Casa tradicional. Façana de rajola ceràmica de composició simètrica seguint tres eixos verticals desplaçats amb el balcó de ferro. Els muntants de la porta d'accés són de pedra. Està protegida per la seua façana, composició i materials de valor històric. Es troba amb un bon estat de conservació. Va ser construïda a principis del segle xx.

## Habitatge al Carrer Major, 48
És un edifici residencial reconegut Bé de Rellevància Local. Data de l'any 1775.

## Habitatge al Carrer Major, 51
Casa tradicional. Composició de façana simètrica i centrada amb tres eixos verticals remarcats amb pilastres completes en el pis superior. Façana de taulell ceràmic. Baranes de ferro fos en els balcons i reixes forjades en la planta baixa. Està protegida per la seua façana, composició, materials i elements ornamentals. També és interessant la tipologia del seu interior. El seu estat de conservació és mitjanament bo. Construïda a finals del segle xix.